# Kako-u'hthé
Kako-u'hthé (Kaka-8thé; Cyclone Person, Cyclone Man, Cyclone Woman), Cyclone Person je olujni duh plemena Shawnee i Lenape. Neki izvori identificiraju osobu ciklona kao muškarca (poput drugih duhova vjetra Algonquiana), dok drugi identificiraju osobu ciklona kao ženu (poput Vihora plemena Irokeza.) Moguće je da osoba ciklona uopće nije bila izvorno antropomorfizirana, poput Velikog duha, i s vremenom su različite zajednice, koje žive na mjestima udaljenim jedna od druge, drugačije konceptualizirale ovo biće. Tamne vitice tornada opisuju se kao duga leteća kosa Cyclone Person. Unatoč destruktivnoj moći ovog bića, ona (ili on) se ne smatra antagonistom i obično ga se gleda pozitivno, osobito kod Shawneeja, koji Cyclone Person smatraju srodnom dušom i prijateljem svog plemena. Nekada se govorilo da se ljudi Shawneeja ne boje tornada jer im Cyclone Person neće namjerno nauditi. I danas neki Shawneeji u Oklahomi vole isticati da tornadi nikad nisu uništili kuće u njihovom rezervatu.